# Landskrona högre allmänna läroverk
Landskrona högre allmänna läroverk var ett läroverk i Landskrona verksamt från omkring 1858 till 1968.

## Historia
En skola har funnit i Landskrona sedan reformationen, den benämndes före 1820 som Landskrona trivialskola och därefter som Landskrona (höre) lärdomsskola. Denna ombildades omkring 1858 till en lägre elementarläroverk som 1879 namnändrades till ett lägre allmänt läroverk. 1905 blev skolan en realskola, från 1908 med ett kommunalt gymnasium, benämnt Landskrona (stads) gymnasium, och från 1930 benämndes skolan Landskrona högre allmänna läroverk. Skolan kommunaliserades 1966 och fick då namnet Dammhagsskolan. Studentexamen gavs från 1911 till 1968 och realexamen från 1907 till omkring 1967.
Skolbyggnaden tillkom i början av 1900-talet och ritades av Axel Stenberg.